# Sergio Larraín
Sergio Larraín (puno ime Sergio Larraín Echeñique; Santiago de Chile, 5. studenog 1931. – Ovalle, 7. veljače 2012.) - čileanski fotograf. Radio je za fotografsko udruženje Magnum Photos tijekom 1960-ih. Smatra se najvažnijim fotografom u čileanskoj povijesti.
Fotografije koje je snimio u Parizu kraj katedrale Notre Dame, na kojima je tek nakon razvijanja filma ugledao par, postale su osnova za priču Julia Cortázara "Vražje bale" (španj. "Las Babas del Diablo"). Ta je priča pak inspirirala Michelangela Antonionija na snimanje filma Povećanje.

## Biografija
Otac Sergia Larraína, Sergio Larraín García-Moreno, bio je arhitekt, koji je uživao velik ugled kao jedan od pripadnika tzv. "modernog pokreta" (španj. "movimiento moderno") i kao utemeljitelj Čileanskog muzeja pretkolumbovske umjetnosti. Kad je napunio osamnaest godina, otputovao je na studij šumarstva na kalifornijskom sveučilištu u Berkeleyu, no zatim se 1954. odlučio za studij fotografije na sveučilištu Michigan (kod Ann Arbor).
Nakon što je proputovao Europu i srednju Aziju s fotoaparatom, te se vratio u Čile, počeo je surađivati s brazilskim časopisom O Cruzeiro za koji je snimio seriju fotografija o djeci koja žive na obalama rijeke Mapuche. Muzej moderne umjetnosti u New Yorku kupio je dvije fotografije za svoju kolekciju 1956., i to označava početak njegove karijere.
Pažnju Henrija Cartier-Bressona je privukao 1958. knjigom fotografija ulica i prometa britanskih gradova (većinom Londona). On ga je pozvao da se pridruži agenciji Magnum Photos, koju je utemeljio deset godina ranije (1948.), s "Chimom" Seymourom, Georgeom Rodgerom i Robertom Capom. Postao je suradnik agencije 1959., a punim članom 1961.
Godine 1963. izdao je knjigu El Rectángulo en la Mano, a 1966. Una Casa en la Arena. Potonja govori o kući Pabla Nerude na Isli Negri, a tekst za nju je napisao sam pjesnik. Neruda je također napisao tekst za najpoznatiju Larraínovu knjigu, Valparaíso.
Godine 1968. izdavačka kuća Éditions Rencontre je objavila knjigu Chile, u kojoj gotovo sve fotografije, osim dvije, pripadaju Larraínu. To je jedina knjiga koja je njegov rad iskoristila kao ilustraciju, a ne kao umjetnost. Ostale knjige izdane pod njegovim imenom tijekom devedesetih godina prošlog stoljeća, prvenstveno katalozi izložaba, su ponovljena izdanja ranijih knjiga. Interes za njegov rad je 1999. obnovio Institut za modernu umjetnost iz Valencie otvaranjem retrospektivne izložbe.
Larraín rad se može naći u različitim muzejima i kolekcijama, poput MoMA-e u New York Cityju i Le château d’eau u Toulouseu.
Godine 1972. je upoznao bolivijskog mistika Oscara Ichazu te je napustio fotografiju i počeo studirati istočnjačke religije, kaligrafiju i slikarstvo. Posljednje godine života proveo je u Ovalleu prakticirajući i podučavajući jogu.
Dobru sliku stvara stanje milosti. Milost se izražava kad se ona oslobodi konvencija, slobodna poput djeteta u njegovu ranom otkrivanju realnosti. A zatim je potrebno organizirati pravokutnik. (o fotografiji)

## Knjige
- Sergio Larraín, El Rectángulo en la Mano (Rectangle in Hand), Cadernos Brasileiros, 1963.
- Sergio Larraín, Pablo Neruda, Una Casa en la Arena, (A House in the Sand), 1966.
- Chile, Éditions Rencontre, 1968.
- Sergio Larraín, Valparaiso, Editions Hazan, 1991., ISBN 978-2850252587
- Sergio Larraín, Mike Seaborne, London 1958-59, Dewi Lewis Publishing, 1998., ISBN 978-1899235711
- Agnes Sire, Gonzalo Leiva Quijada, Sergio Larrain, Photographs by Sergio Larrain (monografija), Thames and Hudson Ltd, 2013., ISBN 978-0500544280[10]

## Izložbe
- 1953. - prva izložba, Santiago
- 1991. - "Chili, Sergio Larrain", festival fotografije Rencontres d'Arles, Arles
- 1999. - retrospektivna izložba, Institut za modernu umjetnost, Valencia
- 2013. - retrospektivna izložba, Rencontres de la photographie, Arles
- 2013. - izložba u zakladi Henri Cartier-Bresson, Pariz
- 2014. - "Vagabondages", Fort de Bard u Vallée d'Aoste.[11]

## Vanjske poveznice
- Sergio Larraín na Magnum Photos
- Enciklopedija Britannica: Sergio Larraín